# Arius manillensis
Arius manillensis é uma espécie de peixe-gato marinho endémico da ilha de Luzon, nas Filipinas. É comumente conhecido como peixe-gato do mar de Manila ou kanduli. É pescado comercialmente.

## Taxonomia e nomenclatura
Arius manillensis foi descrito pela primeira vez pelo zoólogo francês Achille Valenciennes em 1840. Pertence ao género Arius da subfamília Ariinae, família Ariidae (peixes-gato áridos ou de cauda bifurcada).
Não deve ser confundido com Cephalocassis manillensis intimamente relacionado, também descrito por Valenciennes em 1840.
Outros nomes comuns das espécies dados pelos locais incluem kandule, dupit, kiti-kiti, tabangongo e tauti.

## Descrição
Arius manillensis atinge um comprimento máximo de 29,6 centímetros sendo os machos os maiores.

## Distribuição e habitat
Arius manillensis é endémico da ilha de Luzon, nas Filipinas. Pode ser encontrada na área ao redor de Manila, Bataan, Laguna, Cavite e Rizal incluindo o rio Pasig e a Laguna de Bay. Habita habitats marinhos, salgados, de água doce e bentopelágicos.

## Biologia
Ário manillensis são incubadores bucais. Os machos da espécie incubam os ovos nas suas bocas por seis a oito semanas e fornecem abrigo para os filhotes assim que eclodem. Também foi relatado um único caso de uma fêmea carregando ovos na boca. Após a eclosão, o jovem procura por plâncton em rajadas curtas, mas retorna rapidamente à segurança da boca do adulto se se alarmar. Eles eventualmente tornam-se independentes quando atingem um tamanho de 30 a 44 milímetros. Durante todo o período, os adultos não comem e seus estômagos encolhem drasticamente.